# Sankt-Georgs-Band

Georgsschleife

Das Sankt-Georgs-Band (russisch георгиевская ленточка georgijewskaja lentotschka, deutsch ‚Georgsbändchen‘ oder russisch георгиевская лента georgijewskaja lenta, deutsch ‚Georgsband‘) ist ein russisches militärisches Abzeichen, bestehend aus einem Muster von drei schwarzen und zwei orangen Streifen. Es geht auf das Ordensband des Georgsordens zurück, das später in der Sowjetunion wieder eingeführt wurde. In Russland ist es seit 2005 das wichtigste Zeichen der Erinnerung an den Sieg im Deutsch-Sowjetischen Krieg. In Russland ist das Sankt-Georgs-Band allgegenwärtig. Es wird auch in der kommerziellen Werbung und zur Dekoration verwendet.
Seit den regierungskritischen Massenprotesten 2011 und 2012 in Russland und dem Krieg in der Ukraine seit 2014 dient das Georgsbändchen auch als Zeichen der Unterstützung des politischen Kurses der russischen Regierung und des Präsidenten Wladimir Putin. Seitdem schränken andere postsowjetische Staaten die öffentliche Verwendung des Georgsbandes ein oder ersetzten es durch eigene Nationalsymbole. Nach dem russischen Überfall auf die Ukraine 2022 wird das Symbol verstärkt für russische Propaganda genutzt.

## Geschichte der militärischen Auszeichnung und Nutzung

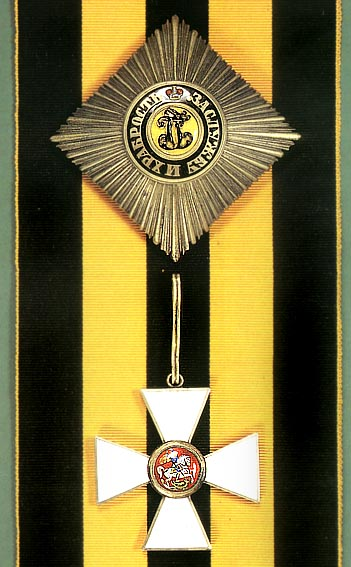
Orden des Heiligen Georg 1. Klasse
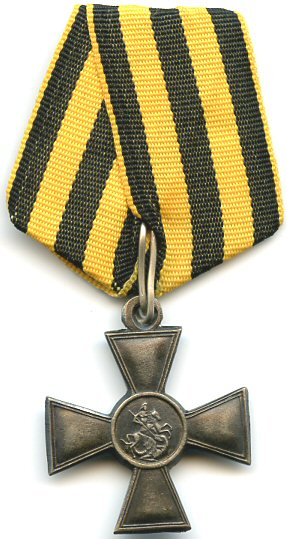
Georgskreuz 3. Klasse
Verwendung der Georgsschleife als Z (Militär- und Propagandazeichen) seit dem russischen Überfall auf die Ukraine[3]

Die Geschichte des Sankt-Georgs-Bandes reicht zurück in das 18. Jahrhundert des Russischen Kaiserreichs. Seinen Namen entnimmt das Band dem Orden des Heiligen Georg. 1769 stiftete Katharina II. den „Orden des Heiligen und Siegreichen Großmärtyrers Georg“ als höchste militärische Auszeichnung für Dienst und Tapferkeit. Ursprünglich war das Band, an dem der Orden hing, gelb-schwarz oder gelegentlich gold-schwarz. In den Statuten wurde es offiziell als gelb-schwarz beschrieben, später aber häufig in den Farben Orange und Schwarz ausgeführt. Während der Orden nur als Einzelauszeichnung verliehen wurde, wurde das Band teilweise ganzen Regimentern oder Einheiten für besondere Tapferkeit bei Kampfeinsätzen verliehen. Es wurde damit Teil deren militärischer Banner.
Aus dem Orden wurde das Georgskreuz abgeleitet, das von Kaiser Alexander I. in vier Klassen gestiftet und an niedere Ränge verliehen wurde. Das Georgskreuz wurde am gelb-schwarzen oder orange-schwarzen Band getragen. Ab 1806 waren verdiente Mitglieder der russischen Garde und der kaiserlichen Leibgarde mit entsprechenden Bändern dekoriert. Das Band wurde an einer Pike geführt, deren Spitze von dem Georgskreuz besetzt war.
Nach der Oktoberrevolution verboten die Bolschewiki alle Symbole der zaristisch-imperialen Vergangenheit und der Orden des Heiligen Georg wurde 1917 abgeschafft.

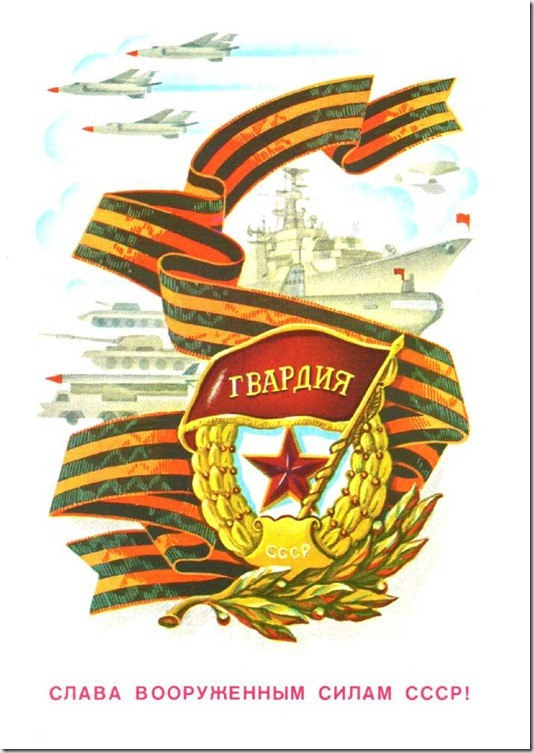
Briefmarke mit dem Gardeband zu Ehren der Sowjetischen Garde
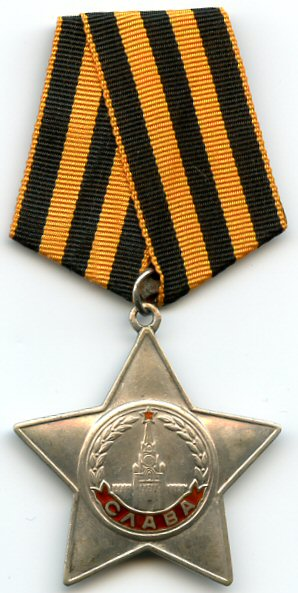
Ruhmesorden 3. Klasse

1942 wurde das orange-schwarze Band wieder eingeführt, diesmal unter der Bezeichnung Gardeband (гвардейская лента). Am 21. Mai 1942 führte das Präsidium des Obersten Sowjets den Orden der Sowjetischen Garde ein, der am Gardeband hing. Die Farben Orange und Schwarz sollen Feuer und Rauch symbolisieren.
Der am 8. November 1943 eingeführte Ruhmesorden wurde ebenfalls am orange-schwarzen Georgsband bzw. Gardeband getragen. Den Orden erhielten Offiziere und Mannschaften der Streitkräfte sowie Unteroffiziere der Luftstreitkräfte für besondere Tapferkeit gegenüber dem Feind. Mit der Medaille „Sieg über Deutschland“ war ein weiteres Ehrenabzeichen der Roten Armee am orange-schwarzen Band befestigt. Die Medaille wurde ausgewählten Soldaten und Offizieren verliehen, die direkt an den Kämpfen gegen das Deutsche Reich beteiligt waren.

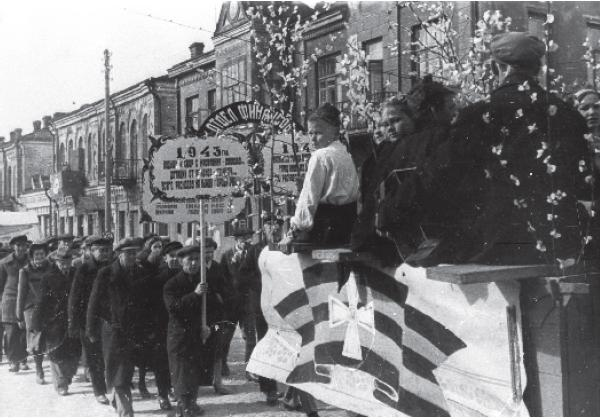
Mitglieder der kollaborationistischen Union der Russischen Jugend verwenden das Sankt-Georgs-Band bei einer Demonstration in Babrujsk (1943)

Während der letzten Jahre des deutsch-sowjetischen Krieges wurde der Orden des Heiligen Georg von der russischen Befreiungsarmee von General Wlassow verwendet, die auf der Seite der Achsenmächte kämpfte. Andere kollaborierende russische Verbände wie die 29. Waffen-Grenadier-Division der SS „RONA“ (russische Nr. 1) trugen das Georgskreuz als Armabzeichen.
1992 wurde der Orden des Heiligen Georg als militärische Auszeichnung in der Russischen Föderation wiedereingeführt und 2008 erstmals für Verdienste im Kaukasuskrieg 2008 verliehen.
Seit dem russischen Überfall auf die Ukraine im Februar 2022 ist das Band teilweise Bestandteil der Uniform von russischen Soldaten und Erkennungsmerkmal für die Unterstützung des Angriffskrieges.

## Einführung als Gedenksymbol

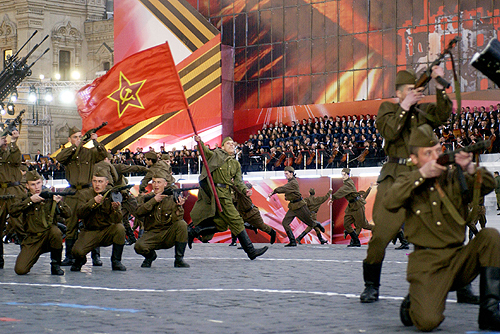
Georgsband auf der Militärparade zum 60. Siegestag am 9. Mai 2005

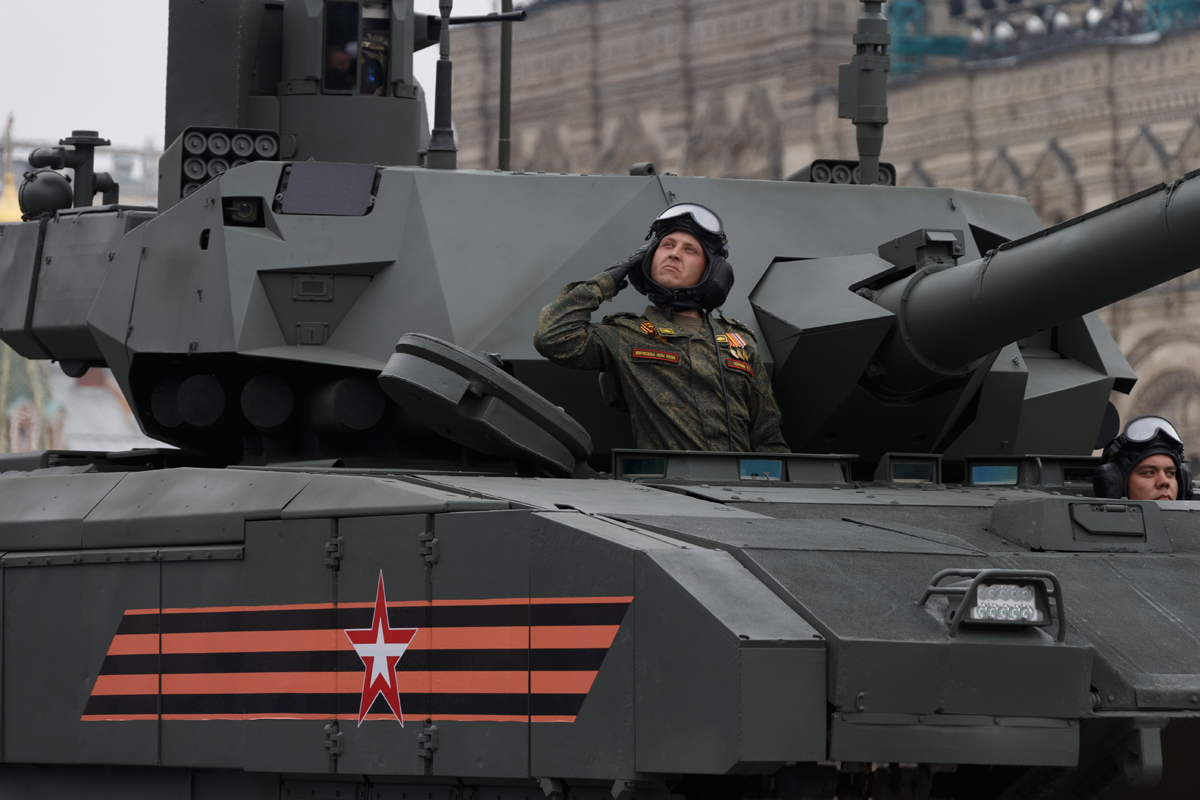
Georgsband auf einem russischen Kampfpanzer während einer Parade

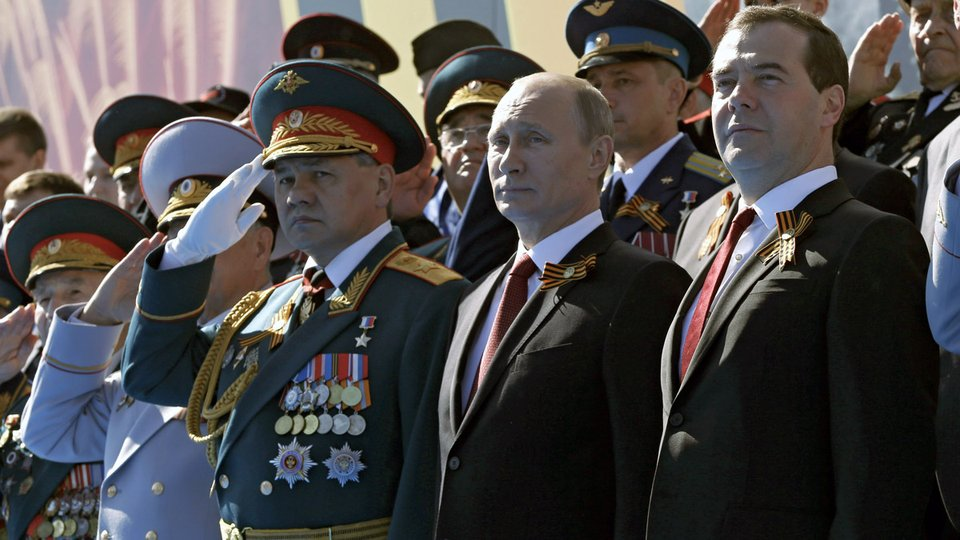
Verteidigungsminister Schoigu, Präsident Putin und Ministerpräsident Medwedew am 9. Mai 2014

Ab dem Jahr 2005 wurde das Georgsband, das früher Bestandteil militärischer Auszeichnungen war, zu einem Symbol des Kriegsgedenkens. Anlässlich des 60. Jahrestags des Sieges gab die staatliche Nachrichtenagentur RIA Novosti am 14. April 2005 bekannt, dass sie mit Unterstützung einer Jugendorganisation und der Moskauer Stadtregierung eine feierliche Aktion namens георгиевская ленточка (Georgsbändchen) durchführen werde. Die Nachrichtenagentur verteilte 800.000 schwarz-orange gestreifte Stoffschleifen. Auf offiziellen Postern der Aktion wurde dazu aufgerufen, das Sankt-Georgs-Band zum Symbol des Gedenkens zu machen und es an Taschen, Autoantennen oder am Revers zu befestigen. Seitdem wird das Sankt-Georgs-Band in Russland als verbreitetes Zeichen des Gedenkens und als Nationalsymbol geführt. Die zentralen Slogans der Bandinitiative waren „Danke für den Sieg, Opa“ und „Ich vergesse nicht, ich bin stolz“. Die Bandkampagne hat sich zu einem wichtigen gesellschaftlichen und politischen Ereignis entwickelt, an dem sich in den Wochen vor dem Siegestag am 9. Mai Millionen von Russen beteiligen. Präsident Putin und Ministerpräsident Medwedew trugen die Georgschleife zum ersten Mal zum 70. Jahrestag des Sieges und seitdem jedes Jahr am 9. Mai.
Die Organisatoren der Bänderinitiative erklärten, dass die Idee des Bandes von der Remembrance Poppy in Großbritannien und ähnlichen Gedenksymbolen inspiriert wurde. Das Georgsband unterscheidet sich jedoch in vielfacher Hinsicht von den Zeichen des Kriegsgedenkens in anderen Ländern. Zum einen ist der zeitliche Bezugsrahmen unterschiedlich. In Russland werden die sowjetischen Kampfhandlungen selten als Teil des Zweiten Weltkriegs (1939–1945) betrachtet. Vielmehr gilt das Andenken dem „Großen Vaterländischen Krieg“, der nach russischer Geschichtsschreibung mit der deutschen Invasion in der Sowjetunion 1941 begann. Das Band repräsentiert ein Geschichtsbild, das die ersten zwei Jahre des Zweiten Weltkriegs, den deutsch-sowjetischen Nichtangriffspakt und die sowjetische Besetzung Ostpolens nicht berücksichtigt. Zum anderen ist das Andenken primär den Siegern und Helden des „Vaterländischen Kriegs“ gewidmet, wohingegen die westeuropäische Erinnerungskultur die Opfer der Kriege in den Vordergrund stellt. Ein weiterer Unterschied ist, dass Georgsbänder mit staatlicher Unterstützung hergestellt und kostenlos verteilt werden. In westeuropäischen Ländern werden Gedenksymbole hingegen verkauft und der Erlös kommt Kriegsveteranen zugute.
Kommentatoren in Russland und im Ausland sehen die Orange Revolution in der Ukraine im Jahr 2004 als den eigentlichen Anlass für die Einführung des Georgsbändchen im darauffolgenden Jahr. Die orange Bandschleife war das zentrale Symbol der ukrainischen Proteste für Demokratie und gegen Wahlbetrug. In regierungsnahen Kreisen Russlands wurde die ukrainische Protestbewegung als „orange Plage“ bezeichnet. Aus Angst, dass pro-demokratische Demonstrationen sich auf die ganze frühere Sowjetunion ausbreiten würden, habe Moskau die Erinnerung an den Sieg 1945 wachrütteln wollen und das Georgsband zum Symbol gemacht. Laut Julija Latynina ist das Georgsband als ein konterrevolutionäres Symbol entstanden, um mögliche Farbrevolutionen in Russland zu verhindern. Die Jugendorganisation Naschi war eine der ersten Gruppen, die das Georgsbändchen verteilte und in ihre Kampagnen integrierte. Naschi wurde 2005 mit dem Ziel gegründet, Präsident Putin und die regierende Partei Einiges Russland zu unterstützen und regierungskritische Proteste zu verhindern. Das orange-schwarze Georgsband setzte Naschi der orangen Stoffschleife der ukrainischen Protestbewegung entgegen.

## Politisches Symbol
Von Anfang an wurde die Bändchen-Initiative von der russischen Regierung unterstützt. Präsident Wladimir Putin hatte schon in seiner ersten Amtszeit die Frage der Staatssymbole in den Vordergrund gestellt. Der Sieg im „Großen Vaterländischen Krieg“ hat für die nationale Identität, Einheit und den Nationalstolz Russlands eine überragende Bedeutung. Der Soziologe und Meinungsforscher Lew Gudkow bezeichnete ihn als die „einzige positive Stütze für das nationale Selbstbewusstsein“. Die Regierung Russlands nutzt den Sieg zur Legitimation ihrer Politik und hat das Georgsband als Symbol begrüßt. Ein Sprecher des Außenministeriums erklärte, dass die Bewahrung der historischen Erinnerung ein Element der russischen Außenpolitik sei und dass die Bändchen-Kampagne aus diesem Grund unterstützt werde. Im Ausland werden Georgsbänder mit aktiver Beteiligung der russischen Botschaften und diplomatischen Personals verteilt.
Bei den Protesten gegen vermeintliche Wahlfälschungen bei den Parlamentswahlen 2011 und Präsidentschaftswahlen 2012 wurde das Georgsband jenseits der Feiern zum 9. Mai getragen. Die Demonstranten wählten eine weiße Stoffschleife als ihr Symbol, wohingegen kremltreue Gegendemonstranten das orange-schwarze Georgsband trugen. Seitdem steht es nicht mehr primär für den Sieg im Deutsch-Sowjetischen Krieg, sondern entwickelte sich zu einem politischen Symbol der Loyalität gegenüber der Putin-Regierung. Das Georgsband, das früher ein Zeichen der Einheit im Gedenken an den Krieg war, trug zur Spaltung der russischen Gesellschaft in Putinanhänger und Regierungsgegner bei. Durch das Georgsband erkennen sich kremltreue Gruppen untereinander. Mitglieder von Pro-Regierungs-Gruppen, die Oppositionelle, Menschenrechtsaktivisten, unabhängige Journalisten und kritische Künstler angreifen, tragen das Georgsband als Erkennungsmerkmal. Die Redaktion der Nesawissimaja gaseta schrieb im April 2015, das schwarz-orange Band sei zu einem integralen Bestandteil von Kundgebungen gegen russische Liberale und gegen die sogenannte „Fünfte Kolonne“ geworden. Menschen würden dazu gedrängt, neben dem Andenken an den Krieg auch ein sehr spezifisches politisches Programm und eine ablehnende Haltung gegenüber dem Westen, den Vereinigten Staaten und Kiew zu akzeptieren.

Flagge der Nationalen Befreiungsbewegung

Seit der Euromaidan-Protestbewegung und dem Ukraine-Krieg ist das Georgsband ein Symbol der Unterstützung für den außenpolitischen Kurs der russischen Regierung einschließlich der militärischen Intervention Russlands auf der Halbinsel Krim und im Osten der Ukraine. Noch während der Proteste gegen den kremltreuen Präsidenten Wiktor Janukowytsch machten Gegendemonstranten das Georgsbändchen zu ihrem Erkennungszeichen. Das Band wurde zu einem zentralen Symbol der Anti-Maidan-Bewegung. Berkut-Einheiten und angeheurte Schlägertruppen, die gewaltsam gegen Euromaidan-Demonstranten vorgingen, traten mit den orange-schwarzen Bändern auf. Nachdem Spezialeinheiten der russischen Streitkräfte auf der Krim aufgetaucht waren und ukrainische Verwaltungsgebäude besetzten, wurden Georgsbänder auf der Halbinsel verteilt und auf Plakaten und Werbetafeln zur Schau gestellt. Bei der Machtübernahme auf der Krim halfen die Nachtwölfe, die sich ebenfalls mit dem Sankt-Georgs-Band schmückten. Als die Kämpfe sich in den Südosten der Ukraine verlagerten, fand das Georgsband weite Verbreitung bei Kämpfern und Milizenführern wie Igor Girkin und Arsen Pawlow. Es wurde auch in Verbandsabzeichen und Fahnen integriert. Zum Beispiel tragen das „Bataillon Wostok“ und „Bataillon Südost“ (auch bekannt unter der Eigenbezeichnung „Volksmiliz LNR“) das Bändchen in ihren Abzeichen und Fahnen. Auch die russischen Organisationen Nationale Befreiungsbewegung und Russische Nationale Einheit, die sich am Krieg beteiligen, nutzen das Georgsband als Erkennungsmerkmal. Von Beginn des Konflikts verwendete die russische Regierung Kriegsrhetorik des „Großen Vaterländischen Kriegs“ zu Mobilisierungszwecken und zur Legitimierung ihrer Außenpolitik. Das Georgsband sollte die symbolische Verbindung zwischen beiden Kriegen herstellen. Um die russische Landnahme in der Ukraine zu rechtfertigten und Interventionsgründe zu schaffen, bauten staatliche Medien und Politiker eine Drohkulisse in Anlehnung an den Deutsch-Sowjetischen Krieg auf. Die Ukraine wurde mit Hitlerdeutschland gleichgesetzt und zu einer existentiellen Gefahr für Russland erklärt. Die Europäische Union und die Vereinigten Staaten wurden als Aggressoren und Faschisten diffamiert. Im Unterschied dazu wird das Georgsband in Russland kaum mit Faschismus in Verbindung gebracht, obwohl es auch von russischen Kollaborateuren während des Zweiten Weltkriegs getragen wurde.
Im Jahr 2015 soll Staatsbeamten in den russischen Provinzen mit Entlassung gedroht worden sein, wenn sie versäumten, das Band zu tragen. Schüler, die ohne Georgsband zur Schule kamen, seien bei der Polizei gemeldet worden. Eine Kunstausstellung in Moskau, die sich kritisch mit dem Georgsbändchen befasste, wurde von Sicherheitsdiensten unterbrochen und zerstört. Bei der Ausstellung wurde unter anderem ein Fleischwolf präsentiert, der grüne Männchen – in Anspielung auf die russischen Truppen auf der Krim – zu Georgsband verarbeitet. Im Zuge der Vereinnahmung des Symbols durch die Regierung tauchte das Georgsband auf Panzern und Militärfahrzeugen auf, die eher die militärische Macht des heutigen Russland als das Gedenken an den „Großen Vaterländischen Krieg“ symbolisieren.

## Verwendung und Verbote außerhalb Russlands
Seit dem russischen Einmarsch in die Ukraine wird das Georgsband in den ehemaligen Sowjetrepubliken als ein Ausdruck der Unterstützung für Präsident Putin verstanden. Aus diesem Grund wird im gesamten postsowjetischen Raum versucht, die öffentliche Verwendung des Bandes zu beschränken. Hinzu kommt, dass Russland den sowjetischen Sieg zunehmend als eine rein russische Errungenschaft auslegt, wohingegen er früher als Ergebnis der Anstrengungen aller sowjetischen Republiken gesehen wurde. Deshalb führten andere postsowjetische Länder ihre eigenen Nationalsymbole ein, um ihren Beitrag zum Sieg hervorzuheben.

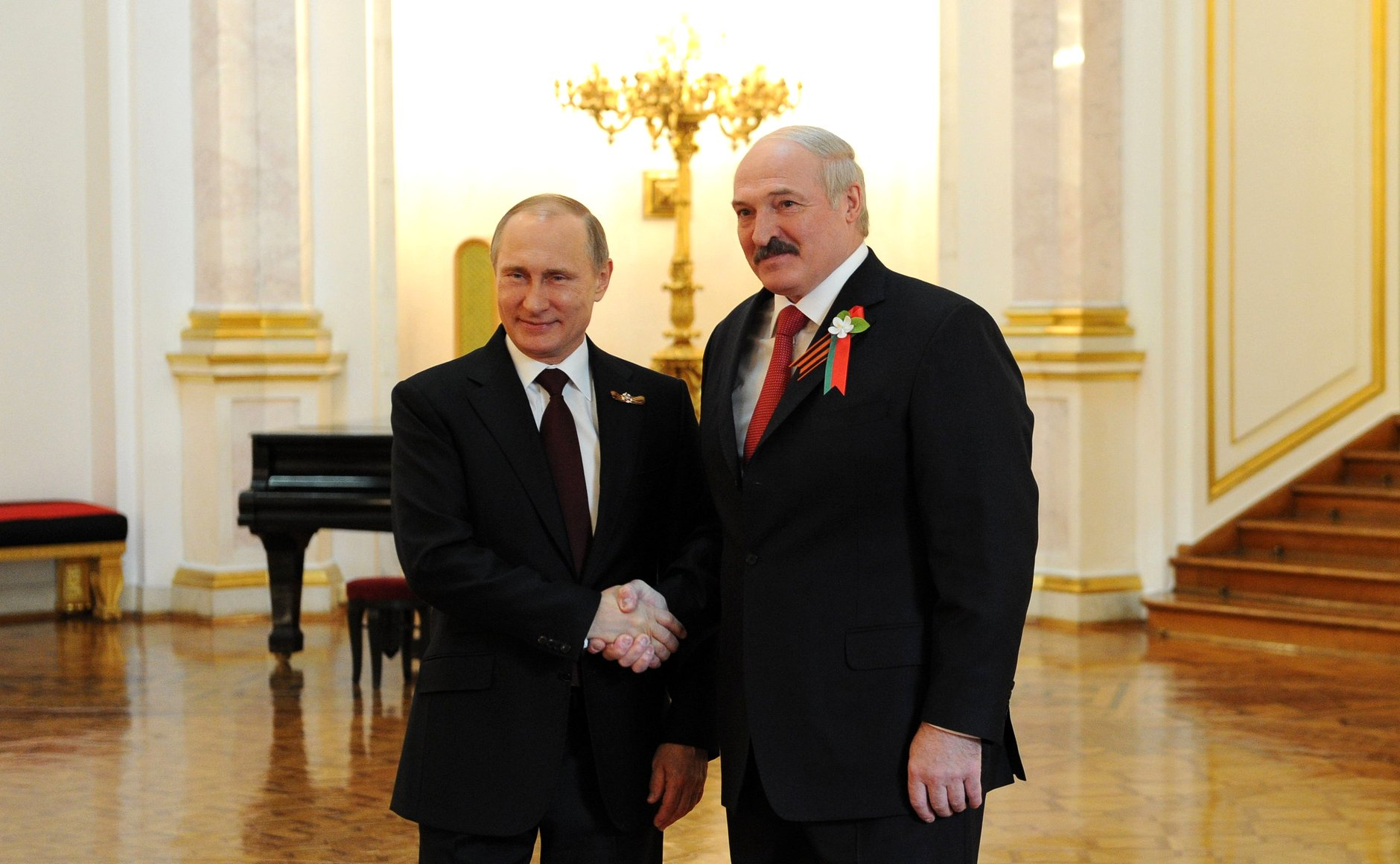
Belarussischer Präsident Lukaschenka zu Besuch bei Wladimir Putin am 8. Mai 2015

Belarus entwickelte 2015 eine Alternative zum Georgsband. Das neue nationale Gedenksymbol ist die Blume des Sieges: eine Apfelblüte auf einem rot-grünen Band. Präsident Lukaschenka sagte, das neue belarussische Blütendesign bringe ein Gefühl der „nationalen Identität“ mit sich, betonte jedoch, dass das Tragen des Georgsbandes weiter erlaubt sei. Bei einem Staatsbesuch in Russland im Mai 2015 trug Lukaschenka eine Kombination beider Symbole.
In der Ukraine wurde 2014 die Mohnblume in Anlehnung an die britische Remembrance Poppy und der Slogan „Nie wieder“ (Ніколи знову) zur Erinnerung an die Kriegsopfer eingeführt. Auch der Tag des Gedenkens wurde vom 9. Mai auf den 8. Mai verlegt. Im Juni 2017 wurde die öffentliche Verwendung des Sankt-Georgs-Bandes verboten, da es in der Ukraine als Zeichen des russischen Neoimperialismus angesehen werde.
Kirgisistan, Kasachstan und Usbekistan feiern den Sieg unter ihren Landesfarben – in Kirgisistan in Rot und Gelb, in Kasachstan in Hellblau und in Usbekistan in Grün. In Tadschikistan protestieren junge Leute und Intellektuelle gegen die zunehmende russische Einflussnahme und fordern das Verbot das Georgsbandes.
In den baltischen Staaten Estland, Lettland und Litauen wird der Siegestag nicht gefeiert. Das öffentliche Tragen des Georgsbandes ist verboten, weil das Band mit separatistischen Bestrebungen der russischsprachigen Minderheiten assoziiert wird.
In der Republik Moldau wurde im April 2022 die Verwendung des Georgsbandes sowie der russischen Militärzeichen Z und V unter Strafe gestellt. In der moldauischen Region Transnistrien, die unter Russlands Einfluss steht, wurden im Mai 2015 neue Banknoten ausgegeben, die einen sowjetischen Orden auf einem Sankt-Georgs-Band zeigen.
In anderen Ländern gab es ebenfalls isolierte Versuche, das Tragen des Georgsbandes zu unterbinden. Zum Beispiel wurde eine Arbeitnehmerin in Norwegen verwarnt, dass die Zurschaustellung politischer Ansichten am Arbeitsplatz nicht willkommen sei.
In Deutschland gibt es Einzelfälle von Verboten oder Verwendungseinschränkungen des Georgsbandes, die meist zeitlich und räumlich begrenzt sind und durch Verordnungen lokaler Behörden etabliert werden. So gab es am 10. April 2022 ein Verbot des Georgsbandes und anderer als pro-russisch deklarierter Symbole und Fahnen im Umfeld der vor allem in Frankfurt stattgefundenen Demonstrationen unter dem Motto „Gegen Hetze und Diskriminierung der russischsprachigen Menschen“. Hier kam es auch zu kurzzeitigen polizeilichen Festnahmen von Demonstrationsteilnehmern, welche diesem Verbot zuwidergehandelt hatten. Dagegen bestätigte im Mai 2022 das Oberverwaltungsgericht für das Land Nordrhein-Westfalen eine Aufhebung eines Verbotes, das Sankt-Georgs-Band und die Sankt-Georgs-Fahne öffentlich auf einer Versammlung am 8. Mai in Köln zu zeigen, durch das Verwaltungsgericht Köln im einstweiligen Rechtsschutz. Das Zeigen stelle nach summarischer Prüfung keine Billigung von Straftaten im Hinblick auf einen Angriffskrieg dar. Die Polizei Berlin verbot im Mai 2023 durch Allgemeinverfügung, unter anderem Sankt-Georgs-Bänder sowie bestimmte Flaggen am 8. und 9. Mai vor den sowjetischen Ehrenmalen Treptow, Tiergarten und Schönholzer Heide sowie im jeweiligen unmittelbaren Umfeld zu zeigen. Einen Antrag im einstweiligen Rechtsschutz gegen dieses Verbot vor dem Ehrenmal im Tiergarten lehnte das Oberverwaltungsgericht Berlin-Brandenburg bei summarischer Prüfung am 8. Mai 2023 ab. Angesichts des fortdauernden Angriffskrieges gegen die Ukraine könne das Zeigen dieser Symbole als Sympathiebekundung für die Kriegsführung verstanden werden und sei geeignet, Gewaltbereitschaft zu vermitteln. Damit hob das Oberverwaltungsgericht einen Beschluss des Verwaltungsgerichts Berlin auf. Das Verwaltungsgericht hatte noch am 6. Mai entschieden, das polizeiliche Verbot für eine Versammlung am 9. Mai auszusetzen.

## In der Werbung
Nach der Krim-Annexion kam es zu einem inflationären Gebrauch des Georgsbändchens. Wurde das Ordensband früher nur an wenige Menschen für besondere militärische Verdienste verliehen, so ist das Band seit 2005 allgegenwärtig und wird bei fast jedem Anlass getragen. Es wurde massenhaft zur Vermarktung von Konsumgütern und zur Dekoration eingesetzt. Das Band schmückt unter anderem Damenhandtaschen, Toilettenkabinen und Wodkaflaschen oder dient als Schuhsenkel und Hundehalsband. Wladimir Schirinowski forderte im Mai 2015, den unkorrekten Gebrauch des Georgsbandes zu verbieten. Anlass war die Vermarktung von Keksen mithilfe des Georgsbandes. Schirinowskis Vorschlag stieß auf Unterstützung der Moskauer Behörden, erntete aber Kritik von privaten Unternehmern.